# تئودور کلاینه
تئودور کلاینه (آلمانی: Theodor Kleine; ۴ سپتامبر ۱۹۲۴ – ۱۲ فوریهٔ ۲۰۱۴) قایقران کانو اهل آلمان بود.